# Antiprotone
L'antiprotone (simbolo {\displaystyle {\bar {\mathrm {p} }}}, pronunciato p-bar)  è l'antiparticella del protone, con massa e spin uguali e carica elettrica opposta.

Gli antiprotoni sono intrinsecamente stabili, ma in natura hanno vita breve, perché ogni collisione con un protone causa l'annichilazione di entrambe le particelle con un rilascio di energia (l'annichilazione protone-antiprotone produce pioni).

## Storia e scoperta
L'esistenza dell'antiprotone fu proposta da Paul Dirac durante il suo discorso alla consegna del Premio Nobel per la fisica nel 1933, ricevuto per i suoi precedenti studi che avevano dimostrato la validità di soluzioni con segni + e - dell'equazione di Einstein {\displaystyle E=mc^{2}}, prevedendo quindi l'esistenza dell'antimateria.
La predizione di Dirac fu confermata sperimentalmente nel 1955 da Emilio Segrè e Owen Chamberlain ai Lawrence Berkeley National Laboratory di Berkeley, in California. La scoperta dell'antiprotone, effettuata al sincrotrone Bevatron con collisioni protone-nucleone, valse a entrambi il Premio Nobel per la fisica nel 1959.

## Elenco degli ultimi esperimenti di rilevamento di raggi cosmici di antiprotoni
- BESS: esperimento balloon-borne, flown in 1993, 1995, 1997, 2000, 2002, 2004 (Polar-I) and 2007 (Polar-II).
- CAPRICE: esperimento balloon-borne, flown in 1994[4] e 1998.
- HEAT: balloon-borne experiment, lanciato nel 2000.
- AMS: Esperimento nello spazio, prototipo sullo space shuttle nel 1998, verso la International Space Station, lanciato a maggio 2011.
- PAMELA: esperimento satellitare per rilevare raggi cosmici e antimateria dallo spazio, lanciato nel luglio 2006. Scoperti 28 antiprotoni nel South Atlantic Anomaly.[5]

## Ultimi studi
Il 5 novembre 2015 viene confermato per la prima volta con un esperimento della collaborazione STAR nell'acceleratore RHIC la forza d'attrazione tra antiprotoni.

## Composizione
Un antiprotone è costituito da due antiquark up e da un antiquark down.
Tutte le proprietà finora misurate corrispondono a quelle del protone, tranne ovviamente la carica e il momento magnetico che hanno segno opposto.

Nel giugno 2006, nel corso dell'esperimento ASACUSA del CERN, è stato possibile misurare con precisione la massa dell'antiprotone che è risultata essere 1836,153674 volte quella dell'elettrone, cioè lo stesso valore di quella del protone. La misura è stata effettuata tramite spettroscopia laser su elio antiprotonico.

## Esistenza in natura
Gli antiprotoni vengono rilevati nei raggi cosmici da oltre 25 anni, dapprima da esperimenti con palloni sonda e più recentemente da rilevatori su satelliti. Si ritiene che la loro presenza nei raggi cosmici derivi da collisioni tra protoni e nuclei del mezzo interstellare, attraverso la reazione
Protone +  A → Protone + Antiprotone + Protone + A
dove A rappresenta un nucleo interstellare.
L'antiprotone secondario si propaga poi attraverso la galassia confinato dal campo magnetico galattico.
Lo spettro energetico degli antiprotoni dei raggi cosmici è oggi misurabile con accuratezza ed è in accordo con i calcoli teorici basati sulla produzione da parte dei raggi cosmici. Questo pone anche un limite superiore sul numero di antiprotoni che possono formarsi per vie esotiche, come l'annichilazione di particelle galattiche di materia oscura supersimmetrica o per l'evaporazione di un buco nero primordiale.

Questo pone anche un limite inferiore al periodo di semivita dell'antiprotone compreso tra 1-10 milioni di anni. Poiché il tempo di permanenza dell'antiprotone nell'ambiente galattico è di circa 10 milioni di anni, un tempo intrinseco di decadimento modificherebbe il periodo di residenza e distorcerebbe lo spettro degli antiprotoni nei raggi cosmici. Questo aspetto è significativamente più importante delle migliori misurazioni di laboratorio del tempo di semivita:
- LEAR al CERN: 0,08 anni
- anti-idrogeno nella trappola di Penning: 0,28 anni[10]
- APEX al Fermilab: 50.000 anni per la reazione  {\displaystyle {\bar {\mathrm {p} }}} → μ− + X e 300.000 anni nel caso di {\displaystyle {\bar {\mathrm {p} }}}→ e− + γ

La simmetria CPT prevede che le proprietà dell'antiprotone siano esattamente correlate a quelle del protone. In particolare la massa e il tempo di decadimento devono essere gli stessi di quelli del protone, mentre la carica elettrica e il momento magnetico devono risultare uguali in valore assoluto e opposti in segno. La simmetria CPT è una conseguenza fondamentale della teoria quantistica dei campi, finora non sono mai state scoperte sue violazioni.
Un antiprotone e un antineutrone formano insieme un antideutone.

## Esistenza in laboratorio
Gli antiprotoni venivano prodotti frequentemente al Fermilab, all'acceleratore Tevatron per esperimenti di collisione tra nuclidi e fatti poi annichilare con i protoni, perché l'impiego di antiprotoni permette di ottenere urti ad energie più elevate tra quark e antiquark, rispetto a quanto avverrebbe in collisioni protone-protone.
La produzione di una coppia protone-antiprotone necessita di un'energia equivalente a una temperatura di 10 milioni di K. Al CERN e in altri laboratori, i protoni vengono accelerati all'interno di sincrotroni, e successivamente sono sparati su targhette fisse metalliche. Dall'energia dell'urto si formano così una serie particelle e antiparticelle: in particolare gli antiprotoni vengono separati applicando un forte campo magnetico sotto vuoto all'uscita dei prodotti dell'urto.